# جيمس برينارد
جيمس برينارد هو سياسي أمريكي، ولد في 1954 في بريستول (إنديانا) في الولايات المتحدة. نشط حزبياً في الحزب الجمهوري. وقد انتخب عمدة كارمل (1996 – ).